# Uvaria sofa
Uvaria sofa är en kirimojaväxtart som beskrevs av G. Elliot. Uvaria sofa ingår i släktet Uvaria och familjen kirimojaväxter. Inga underarter finns listade i Catalogue of Life.